# Quercus cocksii
Quercus cocksii är en bokväxtart som beskrevs av Charles Sprague Sargent. Quercus cocksii ingår i släktet ekar, och familjen bokväxter.
Artens utbredningsområde är Louisiana. Inga underarter finns listade.